# دم‌سرخ‌ها (فیلم)
دم‌سرخ‌ها فیلمی به کارگردانی آرش معیریان، تهیه‌کنندگی سعید سعدی و نویسندگی ناصر مولوی وردنجانی محصول سال ۱۳۹۶ است.

## بازیگران
| بازیگر                 | نقش       |
| ---------------------- | --------- |
| جواد رضویان            | بهمن      |
| رضا شفیعی‌جم            | نادر      |
| اندیشه فولادوند        | رعنا      |
| بهنوش بختیاری          | نگار      |
| علی صادقی              | حجتی      |
| مجید یاسر              | نوچه رعنا |
| رضا ناجی               | پدر نادر  |
| شهره لرستانی           | مادر نادر |
| سعید پیردوست           | دکتر      |
| اصغر سمسارزاده         | دکتر      |
| جمال اجلالی            | دکتر      |
| آتش تقی‌پور             | پلیس      |
| شهین تسلیمی            | مادر نگار |
| نگین معتضدی            | بیمار     |
| عباس جمشیدی‌فر          | نگهبان    |
| اردشیر کاظمی           | پیرمرد    |
| اصغر حیدری             | خدمتکار   |
| فاطمه مرتاضی           | پیرزن     |
| فرخنده فرمانی زاده     | مادر بهمن |
| ماشاالله شاهمرادی زاده | حاج آقا   |

## خلاصه داستان
دو جوان که برای انجام معاینات مربوط به معافی از سربازی به مرکز نظام وظیفه رفته‌اند با هم آشنا می‌شوند و این آشنایی پیش‌درآمد اتفاقات بسیاری برای آنها می‌شود.